# Северный широтный ход
Се́верный широ́тный ход — строящаяся железнодорожная линия в Ямало-Ненецком автономном округе протяжённостью 707 километров по маршруту Обская — Салехард — Надым — Новый Уренгой — Коротчаево, которая должна связать западную и восточную части автономного округа, а Северную железную дорогу — со Свердловской. Проект реализуется совместно силами правительства России, правительства ЯНАО, ПАО «Газпром», ОАО «РЖД» и АО «Корпорация развития». Координатором строительства железной дороги выступает Росжелдор.
Изначально магистраль предполагалось проложить к 2015 году, но из-за отсутствия бюджетного решения сроки реализации проекта неоднократно переносились. Позже строительство Северного широтного хода (СШХ) планировалось осуществить с 2018 по 2022 годы. В феврале 2017 года было заявлено об окончании строительства в 2023 году, стоимость проекта была оценена в 236 млрд рублей. Однако после исключения СШХ из обновлённого проекта инвестпрограммы ОАО «РЖД» на 2020—2023 годы и концентрации инвестиций на приоритетном Восточном полигоне (БАМ и Транссиб) сроки строительства Северного широтного хода остаются открытыми.
В апреле 2021 года в послании Федеральному собранию Владимир Путин заявил, что строительство Северного широтного хода может быть профинансировано в будущем с помощью инфраструктурного кредита.
После завершения проекта ежегодный прогнозируемый объём перевозок должен составить 23,9 млн тонн (преимущественно газовый конденсат и нефтеналивные грузы).

## Хронология реализации проекта
Планы строительства дороги появились в 2003 году, когда была создана ОАО «Ямальская железнодорожная компания» после того, как железная дорога на запад от Коротчаево пришла в негодность.
В 2005 году появилась более глобальная задача — развитие промышленности и транспорта ЯНАО и УрФО. В результате в том же году появился проект «Урал промышленный — Урал полярный», в рамках которого появилось название «Северный широтный ход». Для реализации этого проекта в 2006 году была создана ОАО «Корпорация Урал промышленный — Урал полярный» (с 2015 года — ОАО «Корпорация развития»).
С 2008 года проект включён в «Стратегию развития железнодорожного транспорта в РФ до 2030 года». Проект предполагает:
- строительство станции Обская-2 (ПАО «Газпром»);
- строительство совмещённого мостового перехода (Салехардский мост) через Обь (Росжелдор);
- строительство подходов к мосту через Обь и станции Салехард (правительство ЯНАО);
- строительство линии «Салехард — Надым» (353 км) (Специальная проектная компания «СПК-Концессионер»)[8];
- строительство совмещённого мостового перехода через реку Надым (правительство ЯНАО);
- реконструкцию существующих участков:
  - «Пангоды — Надым» (104 км) (ПАО «Газпром»);
  - «Пангоды — Новый Уренгой» (ОАО «РЖД»);
  - «Новый Уренгой — Коротчаево» (ОАО «РЖД»).

В 2010 году предварительной экспертизой был утверждён проект линии «Салехард — Надым», предполагающий использование железобетонных шпал при строительстве железнодорожного полотна, что является нарушением норм строительства на вечной мерзлоте и экономически крайне нецелесообразно. В ноябре того же года создана специальная проектная компания на базе ОАО «ЯЖДК» в целях обеспечения строительства и последующей эксплуатации Северного широтного хода.
В июле 2011 года немецкая компания «Deutsche Bahn International» и корпорация «Корпорация развития|Урал промышленный — Урал полярный» подписали соглашение о сотрудничестве в рамках проекта. В сентябре того же года проект «Урал промышленный — Урал полярный» министерством финансов РФ был признан слишком затратным и потому нецелесообразным к реализации. Было предложено искать источники внебюджетного финансирования.
1 сентября 2011 года за счёт бюджета ЯНАО начато строительство совмещённого мостового перехода через Надым. В декабре чешская компания «OHL ZS» согласилась инвестировать 1,95 млрд евро в строительство железной дороги, кроме того было подписано соглашение о кредитовании строительства чешскими банками в размере 1,5 млрд евро.
В феврале 2014 года было заявлено, что готова вся проектно-сметная документация по участку «Салехард — Надым» и подходам к мосту через реку Обь в районе Салехарда, а также, что «Газпром» и «РЖД» включили в свои инвестиционные программы средства на реконструкцию существующих участков Северного широтного хода.
В марте 2015 года утверждён паспорт всего проекта, в котором перечень основных мероприятий дополнен мероприятием по реконструкции железнодорожного участка «Коноша — Чум — Лабытнанги» Северной железной дороги, сформирована грузовая база проекта: подтверждено, что объём перевозок по широтному ходу составит до 23 млн тонн грузов в год. 1 мая открылся новый железнодорожный вокзал в Новом Уренгое.
12 сентября 2015 года торжественно открыта автомобильная часть моста через Надым, стоимость которой составила 14 млрд рублей. Тогда же заявляли, что железнодорожную часть моста сдадут в 2016 году, но уже в декабре 2015 года Правительство ЯНАО отказалось от достройки моста в 2016 году в пользу реализации проекта железной дороги «Бованенково — Сабетта».
19 октября 2016 года ОАО «РЖД» и правительство ЯНАО подписали соглашение о строительстве Северного широтного хода.
В 2017 году стало известно, что впервые в российском железнодорожном строительстве будет использована концессия.
11 мая 2018 года и. о. министра транспорта М. Соколов, гендиректор РЖД О. Белозёров и глава ЯНАО Д. Кобылкин заложили символическую капсулу в честь начала возведения моста через реку Обь, который станет первой из ключевых частей Северного широтного хода.
В августе 2018 председатель правительства Российской Федерации Дмитрий Медведев подписал распоряжение от 8 августа 2018 года № 1663-р «О заключении концессионного соглашения в отношении будущей железнодорожной линии Обская — Салехард — Надым». 2 октября 2018 года концессионное соглашение между Росжелдором и специально созданной компанией «СШХ» было подписано.
27 августа 2019 года проектная компания «МосОблТрансПроект» завершила геологические и геодезические изыскания на объектах Северного широтного хода.
В октябре 2020 года вспомогательная инфраструктура уже построена, но сам проект находится всё ещё в стадии обсуждений и выработки комплексного подхода к строительству. Источники финансирования найдены.
21 апреля 2021 года в ходе послания Федеральному собранию президент России Владимир Путин призвал запустить строительство железной дороги в рамках проекта Северного широтного хода. Для реализации проекта предложен новый механизм инфраструктурного кредитования регионов.
14 августа 2021 года в поддержку проекта активно высказался министр экономического развития России Максим Решетников, указав на выгоды проекта. Также он сказал, что для строительства могут быть задействованы средства из ФНБ.
17 марта 2022 года стало известно, что Правительство России планировало отложить реализацию Северного широтного хода, однако президент России Владимир Путин 13 апреля 2022 года дал поручение начать активное строительство дороги уже в 2022 году.
3 октября 2022 года начались подготовительные работы к реконструкции железнодорожного участка Надым — Пангоды, фактически первого участка данного проекта.
В ноябре 2022 года заместитель председателя правительства Российской Федерации Марат Хуснуллин заявил о приостановке реализации проекта в пользу развития восточного направления.
Тем не менее уже в мае 2023 года после окончания подготовительных работ началась реконструкция участка Надым-Пристань — Пангоды. Закончить все работы на этом участке планируется к декабрю 2027 года.
17 мая 2025 года в рамках реализации проекта Владимир Путин поручил завершить строительство железнодорожного моста через Обь между Лабытнанги и Салехардом до 2029 года.

## Выгоды и преимущества
Регионовед Ринат Резванов приводит три основных аргумента, сложившихся к настоящему времени, в пользу развития инфраструктурного строительства Северного широтного хода до морпорта Дудинка (и, соответственно, грузовой станции Дудинка Норильской железной дороги):
Во-первых, железная дорога пройдёт через комплекс нефтегазовых месторождений Восточной Сибири. Это не только уже приведённое Южно-Русское НГМ, но и целая группа месторождений, входящих в структуру проекта «Восток Ойл», — это 15 месторождений Ванкорского кластера, Западно-Иркинский участок, Пайяхская группа месторождений и месторождения Восточно-Таймырского кластера. Соответственно возникает потребность транспортно-логистического сопровождения ресурсного освоения новых приполярных территорий.
Во-вторых, линия СШХ получает сопряжение с одной из самых северных железных дорог мира — Норильской. Тем самым регион получал бы возможность диверсифицировать транспортное сообщение, как грузовое, так и пассажирское, интегрировавшись в общесетевую систему железнодорожных сообщений. Стабильная доставка грузов и продукции позволила бы минимизировать существующую зависимость от сезона и периода навигации. К тому же ввод дороги позволил бы приступить к масштабной утилизации лома чёрных и цветных металлов, накопившегося в Норильском промрайоне.
В качестве третьего аргумента выступает формирование в регионе арктической Таймыро-Туруханской опорной зоны в соответствии с госпрограммой по развитию российской Арктической зоны. Проектом планируется привлечение инвестиций в развитие инфраструктуры Норильского промрайона, создание Усть-Енисейского и Хатангского центров нефтегазодобычи, а также Диксонского центра угледобычи. Реализация проекта, как ожидается, позволит ежегодно экспортировать с севера Красноярского края до 3 млн т угля и до 5 млн т нефти с созданием до 4 тысяч дополнительных рабочих мест.
Предполагается, что Северный широтный ход разгрузит существующий южный маршрут, выходящий на Транссибирскую магистраль. Возникнут железнодорожные подходы к месторождениям Ямало-Ненецкого автономного округа, а в более далёкой перспективе — и севера Красноярского края, вплоть до Дудинки (которая уже связана изолированной железной дорогой с Норильском). Северный широтный ход проложит путь к портам Северного морского пути, также и к порту Сабетта. В ходе осуществления проекта будет построен совмещённый железнодорожный и автомобильный мост через реку Обь общей протяжённостью около 40 км с подходами (затраты около 60 млрд руб). Северный широтный ход соединит железнодорожным сообщением города Салехард и Надым, а также посёлок Пангоды с центральной частью России. Северный широтный ход сократит протяжённость транспортных маршрутов из Западной Сибири в порты Балтийского, Белого, Баренцева и Карского морей. Уменьшение расстояния доставки грузов посредством нового железнодорожного пути для основных грузоотправителей может составить 1000 км. Окупаемость проекта не менее 30 лет.
По Северному широтному ходу будут перевозиться углеводороды и нефтепродукты, основной поток которых дадут НОВАТЭК, а также широкая фракция лёгких углеводородов и полиэтилен с Новоуренгойского газохимического комплекса «Газпрома», нефть и газовый конденсат с «Роспана» и «Геотрансгаза».

## Стоимость строительства
Стоимость строительства Северного широтного хода увеличивается год от года, к 2019 году она возросла к первоначально объявленной почти в 2 раза. Вследствие этого было решено использовать механизм концессии.
В ценах 2011 года ориентировочная стоимость строительства Северного широтного хода составляла 150 млрд рублей.
В 2015 году стоимость реализации проекта оценили уже в 190 млрд рублей.
21 октября 2016 года в компании РЖД назвали стоимость строительства хода Обская — Салехард — Надым — Хорей — Пангоды — Новый Уренгой — Коротчаево и прилегающей инфраструктуры — 230 млрд рублей.
1 февраля 2017 года объявлено, что общая стоимость строительства составляет 236 млрд рублей, в том числе доля РЖД — 105 млрд рублей, государственные инвестиции — 30 млрд рублей (в октябре 2017 года снижены до 10 млрд рублей), доля концессионера — 113,5 млрд рублей. Также концессионер будет отвечать за эксплуатацию железной дороги в течение 35 лет.
22 ноября 2017 года глава ЯНАО Дмитрий Кобылкин оценил стоимость строительства в 262 млрд рублей.
Фактор высокой стоимости строительства Северного широтного хода является главным препятствием при его осуществлении, из-за чего полностью бюджетного решения не найдено.
По сообщению издания «РЖД-Партнёр», Северный широтный ход (СШХ) оказался в числе проектов, исключённых из обновлённого проекта инвестпрограммы ОАО «РЖД» на 2020—2023 годах общим объёмом около 3 трлн рублей. А именно на модернизацию Северной и Свердловской железных дорог под проект СШХ будет выделено 4,7 млрд рублей вместо запланированных ранее 100 млрд рублей за 3 года.
О секвестировании госсредств на проект СШХ было заявлено ещё осенью 2019 года, когда принимался федеральный бюджет на 2020 год и плановые периоды 2021 и 2022 годов. Тогда объём запланированных на СШХ в 2020 году денежных средств государственного бюджета (через Росжелдор) оказался снижен более чем в 5 раз — до итоговых 1,48 млрд руб. При этом основной объём средств федерального бюджета на обеспечение госучастия в проекте СШХ был всего лишь перенесён с 2020 года на 2022-й, но вовсе не аннулирован. Минфином России зарезервировано выделение на эти цели около 10,8 млрд руб.

## Перспективы
В рамках реализации проекта Северного широтного хода планируется также строительство железной дороги «Бованенково — Сабетта», так называемый «СШХ-2».
В перспективе до 2030 года планируется продолжить железную дорогу от Коротчаево на восток до Южно-Русского нефтегазового месторождения (122 км) и от него до Игарки через Ермаково (482 км). В качестве ещё более дальней перспективы озвучиваются планы по строительству железной дороги «Игарка — Дудинка». Продолжение строительства Северного широтного хода дальше на восток до морского порта Дудинка, с последующим сопряжением с Норильской железной дорогой, называется «восточным плечом» СШХ.